# A Love Letter to You
A Love Letter to You è il primo mixtape del rapper statunitense Trippie Redd, pubblicato il 26 maggio 2017 dalla Caroline Distribution.
L'album ha raggiunto la 64ª posizione della Billboard 200.

## Promozione
Dal mixtape è stato tratto un solo singolo, Love Scars, pubblicato il 24 novembre 2016 sulla piattaforma online SoundCloud.

## Tracce
1. Love Scars – 2:23
2. Rack City/Love Scars 2 feat. Chris King & FOREVER ANTi PoP – 2:35
3. Romeo & Juliet – 3:28
4. Deeply Scarred feat. UnoTheActivist – 3:20
5. Blade of Woe feat. Famous Dex – 3:08
6. It Takes Time – 4:42
7. Poles1469 feat. 6ix9ine – 2:29
8. No Smoke No Smoke 1400 B.C. / Sauce feat. Pachino – 2:27
9. Stoves on 14th feat. Black Jezuss – 2:20
10. Limitless feat. Lil Tracy e Rocket Da Goon – 4:00
11. Can You Rap Like Me? – 2:42
12. Never Ever Land – 2:26